# Мъркюри-Атлас 1

## Цели
Мисията Мъркюри-Атлас 1 (МА-1) (на английски: Mercury-Atlas 1) e част от програма „Мъркюри“. Планирано е извършване на суборбитален космически полет с ракетата-носител Атлас D, неин втори старт в програмата. Основната задача е изпитване устойчивостта на космическия кораб при критични условия и температури при спуска му към Земята при аварийно прекъсване на полета и пригодността на ракетата за това.

## Полетът
На 59-ата секунда от полета, на височина 9,1 км ракетата-носител и космическият кораб са разрушени от експлозия над океана. Не е изпълнена нито една от набелязаните цели. Капсулата на „Мъркюри“ няма система за аварийно спасяване и парашутна система и е разрушена при удара във водата. По-късно повечето части на кораба и двигателите на ракетата са събрани и прибрани от дъното на океана и тя е сглобена отново.
Неуспешният полет принуждава НАСА да планира полет Мъркюри-Атлас 2 като повторение на мисията.

## Днес
Възстановената капсула днес е изложена в Kansas Cosmosphere and Space Center, Хътчинсън, щата Канзас.